# Carl Kuss
Carl Kuss, född cirka 1758, död 4 januari 1823, var en svensk köpman.
Kuss var verksam som diskontbokhållare och handlande i Göteborg. Han invaldes som ledamot nummer 204 i Kungliga Musikaliska Akademien den 21 oktober 1801.